# Ерік Стефані
Ерік Меттью Стефані (англ. Eric Matthew Stefani; 17 червня 1967, Фуллертон, Каліфорнія, США) — американський музикант, композитор, письменник та аніматор, відомий як засновник та колишній учасник ска-панк гурту No Doubt. Він старший брат колишньої колеги по гурту Гвен Стефані, а також колишній аніматор телевізійних серіалів «Сімпсони» та «Шоу Рена та Стімпі».

## Раннє життя та освіта
Стефані — син Денніса та Патті Стефані (уроджена Флін). Він відвідував середню школу Лоара в Анахаймі, штат Каліфорнія . Він працював у «Молочній королеві» разом із сестрою Гвен та Джоном Спенсом. Він вивчав анімацію в Каліфорнійському інституті мистецтв 1991 р.

## Кар'єра
Стефані, Гвен та Джон Спенс створили гурт No Doubt у 1986 році. Гурт виступав в прямому ефірі на таких майданчиках, як Fenders Ballroom у Лонг-Біч. Більшу частину пісень для гурту написав Ерік Стефані. Він пішов після запису проривного альбому Tragic Kingdom. Ерік та Гвен були номіновані на премію «Греммі» 1998 року за «Пісню року» за «Don't Speak».
Ерік покинув гурт перед його проривом, щоб зайнятися анімацією, попередньо розподіляючи час між гуртом та працюючи над The Simpsons. Епізод «Гомерпалуза» містить коротку сцену, намальовану Стефані, в якій з'являються члени групи No Doubt, хоча вони інакше не представлені.
В інтерв'ю «Пізньої ночі з Сетом Мейєрсом» 26 жовтня 2020 року Гвен розповіла, що Ерік записав деякі інструменти на одному з треків для майбутнього альбому.